# Abéché
Abéché er den fjerdestørste by i Tchad, hovedbyen i regionen Ouaddaï og har en befolkning på 54.628 (1993). 
- Wikimedia Commons har flere filer relateret til Abéché